# Chromodoris quadricolor
Chromodoris quadricolor (Rüppell & Leuckart, 1828) è un mollusco nudibranchio della famiglia Chromodorididae.

## Descrizione
Il corpo è di colore blu-azzurro, con righe nere lungo il corpo, bordi del mantello bianco-giallo e arancio. Rinofori, branchie e organi riproduttori sono di colore giallo-scuro o arancio-scuro. Non supera di solito i 4 cm.

## Biologia
Si nutre di spugne della specie Latrunculia magnifica.

## Distribuzione e habitat
Nativa dall'oceano Indiano e del mar Rosso, la specie è stata avvistata anche nel mar Mediterraneo.